# Malá Chanka
Malá Chanka (čínsky pchin-jinem Xiǎoxìngkǎi Hú, znaky 小兴凯湖) je jezero na východě provincie Chej-lung-ťiang v Číně. Leží 120 km od čínského města Ťi-si u severního okraje jezera Chanka, od kterého se oddělilo díky nánosům řek a potoků a charakteristice reliéfu. Je 37 km dlouhé a 5 až 12 km široké. Hloubka dosahuje jen 1 až 2 m. Leží v Přichankajské nížině v nadmořské výšce 68 m.

## Pobřeží
Jezero má podlouhlý tvar s nízkými a bažinatými břehy. Na jihu ho od jezera Chanka odděluje písečná kosa široká 100 m až 1 km.

## Vodní režim
Zdroj vody je dešťový. Odtok je do řeky Sungača, jež je přítokem Ussuri v povodí Amuru.